# Въоръжени сили на Сейшелските острови
Въоръжените сили на Сейшелските острови е сред най-малочислените въоръжени сили в света, с общ персонал от 450 души.
Тя включва армия, брегова охрана (към нея има и въздушно крило), президентска гвардия и полиция (включваща специален полицейски отряд).
Военната служба не е задължителна.
Личните оръжия включват автомати АК-47, оръдията ЗПУ-4 са единственото средство за ПВО.